# La guerra gaucha (película)
La guerra gaucha es una película argentina, dirigida por Lucas Demare y protagonizada por Enrique Muiño, Francisco Petrone, Ángel Magaña y Amelia Bence, entre otros. El guion fue realizado por Homero Manzi y Ulyses Petit de Murat sobre el libro del mismo nombre (1905) de Leopoldo Lugones. Se estrenó el 20 de noviembre de 1942. Se la ha considerado «la película de más éxito del cine argentino, y también una de las mejores».
La película, de tono épico, transcurre en 1817 en la provincia de Salta (noroeste de Argentina) en el contexto de las acciones de guerrilla de los gauchos partidarios de la independencia, bajo el mando del general Martín Güemes, contra el ejército regular realista que respondía a la monarquía española. Para la filmación de exteriores se construyó una aldea en la misma zona donde se desarrollaron los acontecimientos que inspiraron la película. Las escenas de conjunto, para las cuales se contó con mil participantes, no habían tenido precedente en el cine argentino.
Tanto la génesis de la película como su contenido se encuentran vinculados con el particular momento histórico de Argentina en el que había un intenso debate sobre si el país debía pronunciarse en favor de uno de los bandos o mantener su neutralidad en relación con la Segunda Guerra Mundial, que se encontraba en pleno desarrollo.
La película fue producida por Artistas Argentinos Asociados, una cooperativa de artistas creada poco antes y requirió una inversión muy superior a la de otras producciones de la época, pero su éxito de público permitió recuperar el costo en las salas de estreno, donde permaneció diecinueve semanas.
La guerra gaucha fue reconocida como la tercera mejor película del cine argentino de todos los tiempos en las encuestas realizadas por el Museo del Cine Pablo Ducrós Hicken en 1977 y en 1984, mientras que ocupó el puesto 7 en la edición de 2000. En una nueva versión de la encuesta organizada en 2022 por las revistas especializadas La vida útil, Taipei y La tierra quema, presentada en el Festival Internacional de Cine de Mar del Plata, la película alcanzó el puesto 49.

## Prólogo de la película
La película comienza con un prólogo en la pantalla proporcionando las circunstancias históricas del lugar y época en que se sitúa la acción y adelantan la posición de sus autores:
«Desde 1814 a 1818, Güemes y sus gauchos, en la frontera con el Alto Perú, abandonada por las tropas regulares, sostuvieron una lucha sin cuartel contra los ejércitos realistas. Esa lucha de escasas batallas y numerosas guerrillas se caracterizó por la permanente heroicidad de los adversarios. La espesura de los montes cobijó centenares de partidas. La guerra de recursos se abrió como un abanico mortal sobre los campos. Viejas tercerolas, sables mellados, hondas, garrotes, lanzas, lazos y boleadoras fueron las armas del gauchaje. Ni el hambre ni la miseria detuvieron a estas huestes primitivas. A ellos, a los que murieron lejos de las páginas de la historia, queremos evocar en estas imágenes».

## Sinopsis
En Salta, por el 1817, durante la Guerra de la Independencia, las fuerzas irregulares que responden al general Martín Güemes hieren en una acción de guerrillas a un teniente del ejército español, peruano de nacimiento. Lo mantienen cautivo en la estancia de una patriota, de nombre Asunción, mientras le dan atención médica. Los gauchos que integraban las fuerzas patriotas recibían ayuda del sacristán de una capilla, ubicada junto al asiento de las tropas realistas, quien fingía lealtad al rey pero que con el tañido de la campana enviaba mensajes a los gauchos ocultos en los montes. Cuando los realistas descubren su acción atacan e incendian la capilla, el sacristán queda ciego y, sin proponérselo, guía a los realistas hasta el campamento patriota y los gauchos son aniquilados. En la secuencia final, pasada la batalla, los tres únicos personajes con vida, el sacristán herido, un viejo y el oficial peruano, enamorado de Asunción y convertido a la causa patriota, avistan las tropas de Güemes que llegan para seguir la lucha.

## Reparto

### Principal/protagonistas
- Enrique Muiño (sacristán Lucero). Nació en España el 5 de julio de 1881 y siendo un niño migró con sus padres a Buenos Aires. Luego de un pequeño debut teatral profesional en 1898 continuó realizando diversos papeles hasta que formó con Elías Alippi una compañía teatral que obtuvo mucho éxito en la Argentina y en España. En cine debutó en la película Juan Moreira (1913) y luego trabajó regularmente desde 1937. En 1941 recibió un Diploma de Honor en los premios Cóndor Académico (otorgado por la Academia de Artes y Ciencias Cinematográficas de la Argentina) por su labor como mejor actor en la película El cura gaucho.[12]
- Francisco Petrone (capitán Miranda) cuyo verdadero nombre era Francisco Antonio Petrecca Mesulla nació el 14 de agosto de 1902 en Buenos Aires. Ejerció diversos oficios hasta que ingresó como comparsa en la compañía teatral Vittone-Pomar e inició una carrera actoral que continuó hasta su muerte. Debutó en cine con Monte criollo (1935), película que lo introduce como actor de fuerte personalidad cuyo estilo contenido se fue perfeccionando hasta ser capaz de sugerir corrientes ocultas y tensiones interiores de sus personajes. Tuvo luego actuaciones sobresalientes en La fuga (1937) y Prisioneros de la tierra (1939).[13]
- Ángel Magaña (teniente Villarreal). Nació en Buenos Aires el 24 de agosto de 1915. Luego de debutar como extra en 1935 en la película El caballo del pueblo de Manuel Romero, trabajó en Cadetes de San Martín (1937) y en Prisioneros de la tierra.[14]
- Sebastián Chiola (capitán Del Carril). Nació en Rosario (Provincia de Santa Fe), Argentina en 1902. Trabajó como obrero panadero y corredor de seguros. Entró en la vida teatral profesional con la compañía de José Gómez. Debutó en Montevideo en 1925 con la obra Papá Leonard y poco después integró la compañía de Muiño y Alippi. Actuó por primera vez en cine en el corto documental Petróleo (1936) al que siguieron Palermo (1937) y La fuga (1937).[15]
- Amelia Bence (Asunción Colombres). Nació en Buenos Aires el 13 de noviembre de 1914. Su relación con la actuación comenzó a los cinco años en el Teatro Infantil Labarden. Estudió en el Conservatorio Nacional de Arte Escénico y debutó en el teatro en Wunder Bar. Su primera actuación en cine fue en Dancing (1933) y tuvo un papel destacado en La vuelta al nido (1938).[16]

### Secundario/de reparto
En roles secundarios participaron los siguientes intérpretes:
- Ricardo Galache
- Dora Ferreiro
- Elvira Quiroga
- Juan Pérez Bilbao
- Carlos Campagnale
- Aquiles Guerrero
- Roberto Combi
- Amílcar Leveratto
- Antonio Cytro
- Carlos Enzo
- Roberto Prause
- René Mugica
- Raúl Merlo
- Ricardo Reinaldo
- Alberto Contreras (h)
- Laura Moreno
- José López
- Jacinta Diana

### Personal extra
En la filmación tomaron parte más de mil personas para las escenas de conjunto, en tanto ochenta actores tuvieron papeles con letra. Entre los extras había gauchos del lugar contratados por la productora y otros que proporcionaron los Patrón Costa, familia adinerada de Salta, pagándoles de su peculio. También participaron un profesor de esgrima y soldados facilitados por las autoridades militares, así como dos jugadores de pato venidos desde Buenos Aires, expertos en caídas del caballo. Como los gauchos no se querían vestir de españoles pusieron a los conscriptos a actuar como soldados realistas.

## Producción

### La novela
Leopoldo Lugones (1874-1938) ejerció el periodismo y realizó una vasta obra literaria respecto de la cual dijo Ricardo Rojas:

"Su ingenio verbal fue portentoso y pasó por todas las escuelas literarias; como fue impresionable su mente y pasó por todos los partidos políticos. La variedad de sus temas, géneros y estilos, así en el verso como en la prosa, es el rasgo más evidente de sus «obras completas», si se las ve en su conjunto, aunque si se las estudia separadamente se aprecia la erudición, la fantasía, la riqueza verbal."

### Contexto histórico en Argentina
El 20 de febrero de 1938, asumió la presidencia de Argentina Roberto M. Ortiz, un radical antipersonalista, que había expresado su intención de terminar con el fraude electoral sistemático impuesto a partir del golpe militar que derrocara al radicalismo en 1930. Sin embargo ese propósito encontró resistencia en sectores de la coalición política denominada la Concordancia a la cual pertenecía. El agravamiento de la diabetes que padecía lo obligó delegar el mando en el vicepresidente Ramón Castillo, primero en forma provisional y a partir del 27 de junio de 1942 en forma definitiva. El nuevo presidente no estaba de acuerdo con la política de Ortiz y reiteró desde su cargo las prácticas de fraude, desalentando así a quienes se habían esperanzado con el cambio que había propuesto su antecesor.
Apenas se inició la Segunda Guerra Mundial el gobierno argentino declaró el 4 de septiembre de 1939 la neutralidad del país frente al conflicto, repitiendo así la posición que había tenido durante la Primera Guerra Mundial (1914-1918). Gran Bretaña apoyó esa decisión pues le interesaba que Argentina se mantuviera neutral y pudiera seguir abasteciéndola de alimentos durante la guerra.

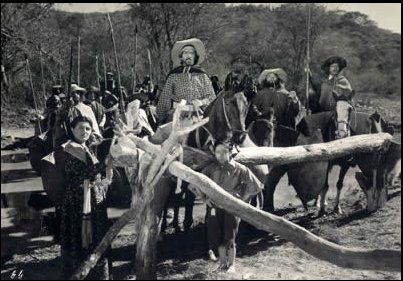
Francisco Petrone en La guerra gaucha.

En diciembre de 1941 los Estados Unidos entraron en guerra. En enero de 1942 se realizó la Tercera Reunión Consultiva de Cancilleres de las Repúblicas Americanas en Río de Janeiro a instancias de los Estados Unidos que aspiraba a obtener una decisión que obligara a la ruptura de relaciones con los países del Eje. La Argentina, que durante los años anteriores había tenido continuos roces con los Estados Unidos, se opuso a tal pretensión e influyó en forma decisiva para que se aprobara «recomendar» la ruptura, en lugar de hacerla obligatoria.
Los problemas vinculados a la política exterior asumieron entonces mayor importancia en la Argentina y reavivaron el conflicto entre el sector político aliadófilo, el neutralista y el que era más afín a los países del Eje. Dentro de este último, numéricamente minoritario, militaban los partidarios del nacionalismo y algunos oficiales de las fuerzas armadas. El tema de la posición del país frente a la guerra desplazó a las demás cuestiones del centro del escenario público.
A partir de la década de 1930 y siguiendo una tendencia que era general en Latinoamérica, las ideas nacionalistas se fortalecieron en los campos y sectores más diversos en Argentina. En partidos políticos como la Unión Cívica Radical y el Partido Socialista, en el sindicalismo socialista y en el sindicalista revolucionario organizado en la Confederación General del Trabajo crecían las corrientes favorables a la intervención del Estado para preservar los intereses nacionales y promover la industrialización.
Este cambio ideológico era observable también en la cultura, con la reivindicación del tango y de las raíces gauchas e indígenas.
La guerra gaucha fue elegida como tema, guionada y filmada en ese contexto de nacionalismo en expansión y debate sobre la guerra.

### Situación de la industria cinematográfica en la Argentina
En 1938 la producción de películas en la Argentina se encontraba en expansión con 41 estrenos que significaron el debut de 16 directores. En 1939 la cifra subió a 51 películas y se trajo a la Argentina la primera truca, lo que significaba un avance técnico importante para la calidad de las películas. El cine argentino tenía un enorme éxito y el Cine Hispano, de Nueva York, estaba dedicado íntegramente a exhibir producciones de Lumiton y de Argentina Sono Film con enormes recaudaciones. En otros lugares de Estados Unidos como Texas, Colorado, Florida, Arizona, Nuevo México y California se repetía el fenómeno. En México se estrenaban casi todas las películas argentinas. En 1940 fueron 49 los estrenos pese a que comenzaba a escasear el celuloide en razón de la guerra, en 1941 hubo 47 estrenos y en 1942 fueron 57.

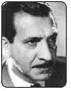
Francisco Petrone

### La productora Artistas Argentinos Asociados
Un grupo integrado por los artistas en ese momento desocupados Enrique Muiño, Elías Alippi, Francisco Petrone, Ángel Magaña, el director Lucas Demare y el jefe de producción de una empresa cinematográfica Enrique Faustín se reunía habitualmente a comienzos de los años 40 en el café El Ateneo ubicado en Carlos Pellegrini y Cangallo (hoy Teniente General Juan D. Perón) de la ciudad de Buenos Aires.
La llamada "Barra del Ateneo", después de largas deliberaciones, decidió aceptar la idea traída por Faustín de configurar una productora que trabajara en cooperativa al estilo de los Artistas Unidos de los Estados Unidos y así se formó el 26 de septiembre de 1941 Artistas Argentinos Asociados Sociedad Cinematográfica de Responsabilidad Limitada.

### La gestación de la película

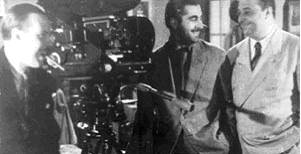
Ulyses Petit de Murat, Lucas Demare y Homero Manzi.

Filmar La guerra gaucha estuvo desde el inicio en los planes de Artistas Argentinos Asociados. Homero Manzi tenía esa idea desde que había hecho el libreto de la película Viento Norte y a fuerza de insistir convenció al director Lucas Demare de la viabilidad del proyecto. Francisco Petrone fue uno de los que más lo apoyó y, recordando el éxito de la película Prisioneros de la tierra, propuso que el libreto fuera elaborado por Manzi y Ulyses Petit de Murat. Los derechos de autor para la película se adquirieron a Leopoldo Lugones (hijo) que además de cobrar diez mil pesos, recibió dos discos de jazz que no se conseguían en el país.
En el ínterin, Elías Alippi, que iba a actuar en el papel del capitán Del Carril, enfermó de cáncer (falleció el 3 de mayo de 1942), por lo cual sus compañeros de empresa  que no querían reemplazarlo en vida y sabían que no estaba en condiciones de sobrevivir a las duras condiciones del rodaje, postergaron la filmación con una excusa y comenzaron a rodar El viejo Hucha, en la que no tenía papel.
Al recordar la propuesta para hacer el guion, Ulyses Petit de Murat dijo: 

«Yo sigo pensando que no había nada cinematográfico en ese libro. Lugones era un poeta formidable pero no estaba dotado para la narrativa. Manzi, con el esfuerzo estratégico de Petrone planteaban todo como si ya estuviera resuelto, por haber conseguido yo suturar tres cuentos de Quiroga para Prisioneros. ¿Pero cómo soslayar al monumental Lugones, contra el que guerreamos tanto en una época, por su énfasis tremendo en la ortodoxia poética de la rima, en el metro pero que siempre nos impresionaba, a partir de la lectura de sus memorables Montañas de oro?»

Parte del dinero necesario para hacer La guerra gaucha se gastó en producir El viejo Hucha, por lo cual los socios de Artistas Argentinos Asociados que habían trabajado en el filme incrementaron el capital de la sociedad con los honorarios que les correspondían. Este esfuerzo financiero no era suficiente y debieron asociarse con Estudios San Miguel y malvender los derechos de exhibición de la película para algunas zonas, pero gracias a estas decisiones se pudo filmar con «un poco menos de apremio pero sin holgura».

### El guion

#### Homero Manzi

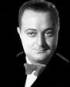
Homero Manzi

Homero Manzi se interesó desde joven por la literatura y el tango. Tras una breve incursión en el periodismo, trabajó como profesor de literatura y castellano pero por razones políticas -adhería a la Unión Cívica Radical- fue expulsado de sus cátedras y se dedicó al arte. En 1935 participó de la fundación de FORJA (Fuerza de Orientación Radical de la Joven Argentina), agrupación cuya posición ha sido caracterizada como de «nacionalismo populista». Centrada casi exclusivamente en la problemática argentina e hispanoamericana, en su discurso propugnaba «reconquistar el dominio político de nuestra propia tierra» ya que consideraba que el país estaba todavía en una situación colonial. En relación con el conflicto europeo apoyaba la posición de neutralidad sosteniendo que ningún gran interés argentino o hispanoamericano estaba allí en juego, si bien su posición era de rechazo tanto hacia el fascismo como hacia el comunismo.
En 1934 Manzi fundó la revista Micrófono, que se ocupaba de la radiotelefonía y del cine argentinos y en colaboración con Hugo Mac Dougall realizó los guiones de Nobleza gaucha (1937), nueva versión de la película muda de 1915, Huella (1940), por el que obtuvieron el segundo premio de la Municipalidad de Buenos Aires y Confesión (1940), sin que ninguna de las películas tuviera éxito.
En 1940 Manzi comenzó su colaboración con Ulyses Petit de Murat escribiendo el guion de Con el dedo en el gatillo (1940) al que siguió el de Fortín alto (1941).

#### Ulyses Petit de Murat
Ulyses Petit de Murat nació en 1907 y se dedicó desde joven a la literatura y al periodismo. En el diario Crítica estuvo al frente de la página de música y luego codirigió con Jorge Luis Borges

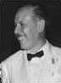
Ulyses Petit de Murat.

su suplemento literario. En 1932 pasó a la sección de cine de Crítica y en 1939 escribió su primer guion cinematográfico para la película Prisioneros de la tierra, adaptación de cuatro cuentos de Horacio Quiroga, realizada en colaboración con un hijo de este, Darío Quiroga, al que siguió en 1940 en Con el dedo en el gatillo, en colaboración con Homero Manzi.
Los guionistas comenzaron por seleccionar las historias que podrían proporcionarles los elementos para su trabajo. El cuento Dianas fue elegido como base principal, de Alertas tomaron los personajes de General, el niño que avisa en la pulpería la presencia de los españoles y de la vieja curandera que es desdoblada en dos: la mujer que actúa junto al sacristán Luderio y en Gimena Ramos, uno de los amores del capitán Miranda. De Sorpresa tomaron el personaje del capitán Del Carril y de Juramento el teniente Villarreal. El músico ciego de Sorpresa fue refundido con el sacristán de Dianas y la escena de la carga de la tropilla de Carga con el incendio de Al rastro.
Luego se hizo una compilación de los vocablos, costumbres, giros y modismos de época utilizables, para lo cual utilizaron libros e incluso viajaron a Salta para conversar con los lugareños. A continuación se hizo un primer texto del relato y un desarrollo de las imágenes. En este punto el director y los actores aportaron sus comentarios y, finalmente, se elaboró el guion definitivo.

### El director Lucas Demare
Nació en 1907, estudió música y en 1928 viajó a España para incorporarse como bandoneonista en la Orquesta Típica Argentina. En 1933 trabajó como intérprete y cantor en las películas españolas Boliche y Aves sin rumbo. 

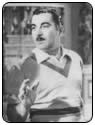
Lucas Demare

Entusiasmado con el cine, Demare renunció a la orquesta, donde ganaba mil dólares por mes, y comenzó a trabajar en el estudio cinematográfico como peón sin sueldo. Fue aprendiendo el oficio y tiempo después lo contrataron para que debutara como director, pero la guerra civil y sus prolegómenos lo impidieron y debió volver a Buenos Aires.
Emilio Zolezzi, que además de crítico de cine fue el abogado de Artistas Argentinas Asociados desde sus comienzos, cuenta sobre el director:

«La guerra civil -y sus prolegómenos- pusieron término a aquella labor de Demare en el cine español. Pero en él aprendió su oficio. Demare se jacta de haber desempeñado todos los menesteres del cine, iniciados en los estudios de Orphea Films, de Barcelona. Desde barrer el estudio y manejar la pizarra, como progreso, hasta la dirección, toda la escala fue recorrida paso a paso … Es un autodidacta. Lo que le implicó iniciar su camino en el cine teniendo frente a sí un muro: lo ignorado. Y lo fue venciendo en largas y duras etapas. Lecturas y aprendizajes técnicos «robados» en el set, sin más guía que su afán.»

Cuando volvió de España su hermano Lucio le consiguió un empleo como encargado de piso en el Estudio Cinematográfico Río de la Plata. En 1937 fue contratado como director y guionista para las películas Dos amigos y un amor y en Veinticuatro horas en libertad, ambas interpretadas por el actor cómico Pepe Iglesias. En 1939 pasó a Pampa Film, una empresa con mayores presupuestos, para dirigir El hijo del barrio (1940), Corazón de turco (1940) y Chingolo (1941), todas ellas con su propio guion.
En esta última película, que tuvo buena recepción de crítica y de público, "se consolidó el excepcional equipo técnico que lo acompañaría posteriormente en Artistas Argentinos Asociados: su hermano Lucio en la banda musical, el asistente Hugo Fregonese, el montajista Carlos Rinaldi, el escenógrafo Ralph Pappier, el iluminador estadounidense Bob Roberts (de la American Society of Cinematographers), el camarógrafo Humberto Peruzzi, el electricista Serafín de la Iglesia, el maquillador Roberto Combi y algún otro."
La siguiente película fue El cura gaucho, en la que inició su relación con Enrique Muiño, pero pese a su rotundo éxito comercial fue despedido por Pampa Film.

### La filmación

#### Instalación del equipo
Lucas Demare consideraba que los meses de enero y febrero (pleno verano) eran los más adecuados para hacer la filmación en Salta pero cuando tuvieron el dinero necesario debieron postergarla hasta el invierno porque les informaron que en los meses de verano eran allí frecuentes las inundaciones. Demare viajó  a la provincia de Salta, que no conocía, para recorrerla y hacer el encuadre de la película sobre el terreno. Después se trasladó el equipo, unas ochenta personas, que fue a vivir en un viejo caserón alquilado que tenía un gran salón y dos pequeñas habitaciones. Para cada uno que llegaba ponían un catre y un cajón de cerveza como mesita de luz en tanto las actrices y Enrique Muiño, en razón de su edad, se hospedaron en un hotel.

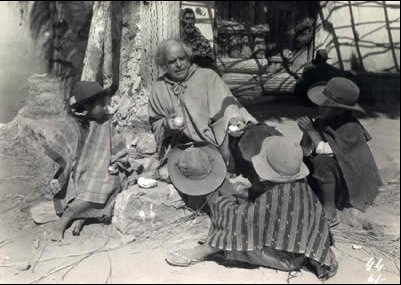
Enrique Muiño

Al llegar a Salta Demare fue presentado al jefe militar coronel Lanús pero pese a las cartas recomendaciones que llevaba no encontró buena voluntad por su parte y en lugar de ayudarlos ponía obstáculos, provocando que se les cerraran muchas puertas en la ciudad. Así contaba Demare cómo lo solucionaron:

«Entonces pregunté al equipo, a Muiño, a Petrone, si me dejaban leerles el libro a mí. Reunimos, pues, al gobernador Aráoz, al jefe de policía, a las fuerza vivas, e hicimos una lectura. Puse tanto entusiasmo en ella, que al término toda Salta estaba dispuesta a ayudarnos. Después Lanús nos cedió inclusive un profesor de esgrima del ejército para entrenar al elenco.»

#### Vestuario
La ropa de gaucho para los actores fue llevada desde Buenos Aires pero al llegar Demare advirtió que no era apropiada para el clima buscado en la película porque era nueva, de modo que cuando encontraba un gaucho auténtico que llevaba ropa usada, aunque fuera rotosa, se la cambiaba por la nueva. Por su parte Magaña y Chiola que en la película debían usar uniformes fueron enviados por Demare en largas cabalgatas para «ablandar» los uniformes y también los cuerpos no acostumbrados a andar a caballo. Resultaba así que muchas veces los lugareños eran sorprendidos en el campo con la aparición de dos oficiales vestidos a la usanza de aquella época.

#### Escenas accidentadas
Lucas Demare tuvo varias pequeñas apariciones en la película. Una de las escenas era el incendio del pueblo ya que de acuerdo con el argumento, las fuerzas realistas entraban y lo incendiaban pues se habían dado cuenta de que el traidor era el sacristán. La filmación debía hacerse en una sola toma ya que, por supuesto, el poblado se podía incendiar una sola vez, por lo que tanto Demare como los camarógrafos y el resto del equipo se vistieron de gauchos o de realistas. En esta forma si alguno entraba en el foco de una cámara parecía que formaba parte de la acción y no arruinaba la toma. Mientras dirigía, un golpe de viento llevó el fuego hacia Demare haciéndole perder la peluca y dejándole la barba postiza chamuscada.

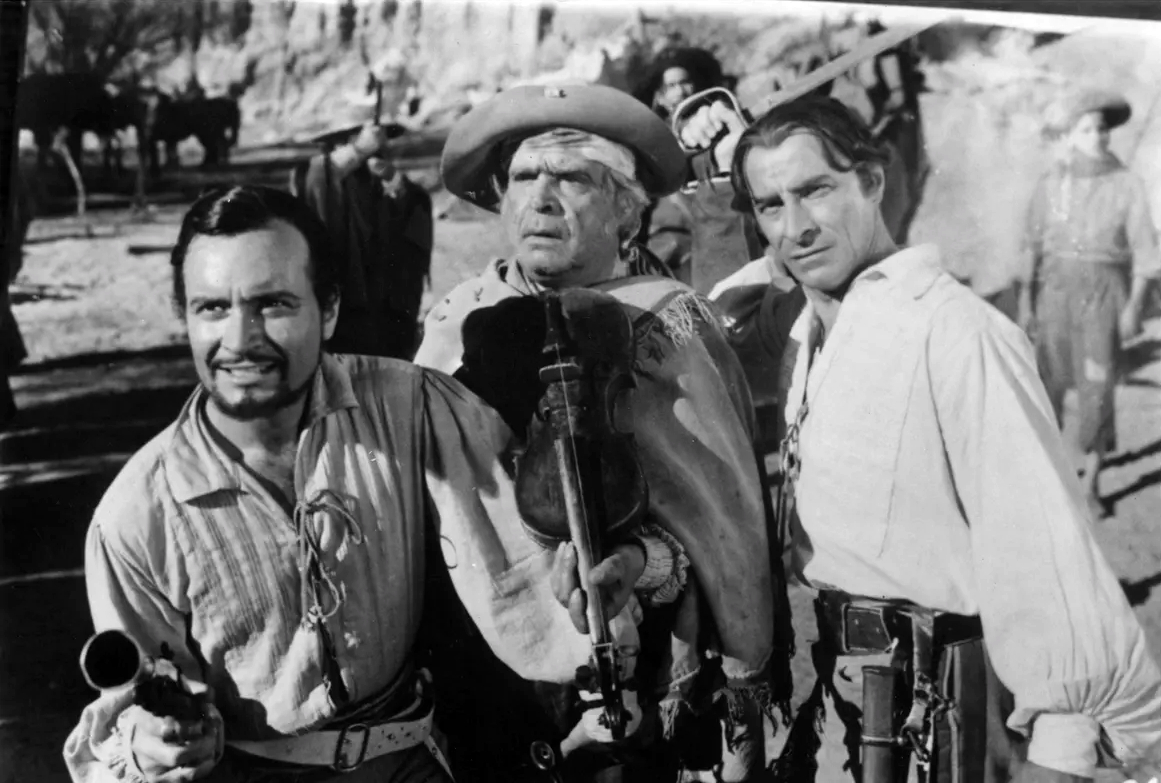
Ángel Magaña, Enrique Muiño y Sebastián Chiola

En otro momento, Demare actuó como un soldado español que, atacado por los gauchos, recibe un lanzazo en el pecho. Magaña cuenta: «La lanza se la tiraba yo desde arriba de la cámara; le daba de pleno en el pecho. Le hice un moretón tan grande que después hubo que ponerle un apósito. Tenía un hematoma tremendo de tantos golpes, y él ordenaba ¡Otra vez! ¡Otra vez! Yo pensaba que lo iba a matar...» En la misma escena actuaba, también caracterizado, el maquillador, que en la pelea recibía una pedrada.
En otra escena en la que discuten los personajes que jugaban Amelia Bence, Petrone y Magaña este último debía rodar por las escaleras pero dudaba de su integridad física. Entonces Demare se puso de espaldas en lo alto de la escalera y se tiró de cabeza, para demostrarle que la escena se podía hacer sin riesgos. Y esa fue la secuencia que quedó en la película.
La escena en que una caballada bajaba una ladera con ramas encendidas atadas a sus colas se debía captar de frente; para esto se construyó una casamata de pirca de piedra y espinillo en la cual se ubicó el camarógrafo Peruzzi que cuenta: «A la orden de ¡Listos!, vi venir a esa masa de cabezas y cascos a toda velocidad, y no respiré hasta que los vi abrirse justo delante de mí mientras los captaba yéndose por los costados… Es que debimos suplantar con valentía, ingenio y temeridad la tecnología insuficiente.»

### Locaciones
Para las escenas que transcurrían en el pueblo criollo en el cual los españoles habían establecido su cuartel general se eligió el poblado de San Fernando, a dos mil metros de altura. Cerca de allí se encuentra la quebrada del Gallinato, donde también se filmaron las escenas del campamento gaucho y el asalto contra la vivienda de la mujer de Miranda. Con material traído desde Salta en unos cincuenta camiones se construyó una aldea que abarcaba unos mil metros cuadrados, con quince casas, iglesia con campanario, hospital, caballerizas, corrales, comandancia, cementerio, hornos y pircas, todo lo cual quedaba destruido por el fuego en las escenas finales. Para el rodaje el director pidió quinientos caballos, cuatrocientas cabeza de ganado, bueyes, mulas, burros y gallinas. Además, varios elementos de utilería: carritos, carretas, rodados de la época, «parques» y bagajes del ejército. 

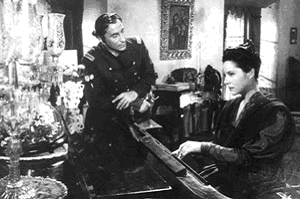
Sebastián Chiola y Amelia Bence

Las escenas de interior y exterior de la estancia de Asunción, las del campamento realista de noche, el interior del campanario y de la iglesia, la muerte del chico y el número musical de los Hermanos Ábalos se filmaron en estudios en Buenos Aires.

## Otros colaboradores
También colaboraron en el filme:
- Asistencia de dirección: Hugo Fregonese
- Fotografía: Bob Roberts
- Cámara: Humberto Peruzzi
- Escenografía: Ralph Pappier
- Instrumentación: Juan Ehlert
- Montaje: Carlos Rinaldi

## Música y danzas
La musicalización estuvo a cargo de Lucio Demare. Nació en Buenos Aires el 9 de agosto de 1906. Estudió música y en 1926 viajó a París para unirse a una orquesta de tango y luego regresó a la Argentina donde formó su propia orquesta.
En España en 1933 realizó la musicalización de dos películas en las cuales también actuó. Inició su participación en el cine argentino en 1936 con la musicalización de la película Ya tiene comisario el pueblo, dirigida por Claudio Martínez Payva. y continuó musicalizando películas, una de las cuales fue Prisioneros de la tierra, con la dirección de Mario Soffici, para el sello Pampa Film y luego se vinculó con la productora de películas Artistas Argentinos Asociados para la cual musicalizó El Viejo Hucha.
Los números de música y danzas nativas estuvieron a cargo del conjunto de los Hermanos Ábalos.

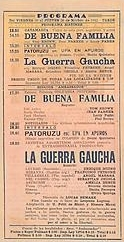
Programa de La guerra gaucha

La banda musical de La guerra gaucha -ejecutada generalmente fuera de cuadro- tiene como objetivos centrales ambientar las escenas y crear climas de mayor o menor distensión. Un aspecto común de estas películas de carácter épico es el de realzar el carácter de los acontecimientos -por ejemplo el enfrentamiento, la llegada de la caballería, la muerte de los protagonistas, etc. El cancionero que, suele estar dentro de cuadro, tiene funciones descriptivas, narrativas y dramáticas.

## Recepción
La guerra gaucha fue muy bien acogida por la crítica y el público y recibió numerosos premios. La crónica de El Heraldo de Buenos Aires expresaba: 

«Un relato vigoroso, en el que se combina la acción guerrera, con escenas de combates, de realización aún no alcanzada en nuestro cine, con notas costumbristas del norte, de encomiable autenticidad. …Puede figurar al lado de las buenas producciones épicas de origen extranjero por su excelente técnica, la belleza y majestuosidad de los ambientes, la interpretación y caracteres de los personajes.»

Por su parte la crónica del diario La Nación decía:

«Por la magnitud de su empresa, por la realidad y la imaginación; por la dignidad del tono con que evoca nuestra guerra gaucha y por la exaltación patriótica que trasunta; por el vigor y por el interés, Por su sentido y porque se ha conseguido que cruce entre sus imágenes «la sangre de la tierra» puede estimarse que la guerra gaucha responde, como elevada expresión de nuestra cinematografía, a la trascendencia de la lucha que evoca y a la belleza del libro admirable que la inspira».

Claudio España escribió:

«La guerra gaucha es una epopeya clásica dentro de nuestra cinematografía. Los relatos de Leopoldo Lugones vertidos a la pantalla en imágenes de suelto pero incontenible vigor, dentro de un marco espectacular y reconociblemente nacional (nada de estampitas de colegio), junto con una historia muy interesante, confirieron al film el sello de calidad que nuestra pantalla requería».

En opinión del crítico José Agustín Mahieu el filme tiene:

«Una historia a veces convencional en su estructura, pero dinámica, llena de acción y aventura... y atravesada por un cálido aliento épico. Su indudable sinceridad y vibración llega aún hoy al espectador argentino. Si su efecto objetivo (una vez deslindada la emoción patriótica) es menos convincente, se debe, quizás, a que sus elementos temáticos y su expresión fílmica no profundizaban en la esencia histórica de la gesta; prefiriendo adjetivar los clásicos elementos épicos: héroes de una pieza, sentimientos puros, valor y sacrificio, en una forma algo elemental; el filme pierde de vista el sentido auténtico, inexorable y terrible del movimiento total de un pueblo que lucha por su libertad. Lo anecdótico, la viñeta heroica o emotiva, de fácil repercusión patriótica reemplaza a las grandes líneas de una visión que podía trascender en esta clave épica a una comunicación universal. La guerra gaucha puede resultar ahora primaria y casi escolar, ingenua y elemental expresivamente. Sin embargo, y a pesar de sus básicas insuficiencias de forma y concepto, posee un auténtico encanto, fruto de su sinceridad y su vigor.»

Por su parte César Maranghello opina que

«Justamente el carácter de gesta popular que Lugones reivindicaba al decir que «la guerra gaucha fue en verdad anónima como todas las grandes resistencias nacionales» prueba que los adaptadores supieron captar una fuerza subterránea que eclosionaría pronto en hechos históricos decisivos: los gauchos anónimos, el militar que deserta de las tropas españolas para unirse a los criollos, o el cura gaucho, fabulan una síntesis de pueblo, ejército y religión que estará presente en la revolución de 1943.»

El crítico de cine Fernando Martín Peña escribió «Si en su momento la abstrusa prosa de Lugones había impedido que las masas accedieran al libro, el film salvó esa distancia construyendo un potente vínculo emocional con el espectador»
La película bajó de cartel recién a las diecinueve semanas de exhibición durante las cuales la vieron 170 000 espectadores, y para entonces llevaba cuatro semanas consecutivas de exhibición en Montevideo. El 25 de mayo de 1943 se exhibió en la sede de la ¨Unión Panamericana¨ en Washington; el 19 de mayo de 1945 tuvo estreno en el Belmont Theatre, de Nueva York; el mismo año se estrenó en Madrid y en septiembre de 1947 en el cine Gaumont de París; en 1948 fue la primera película argentina que se estrenó en Oslo y Copenhague.

## Premios
La película recibió los siguientes premios:
Asociación de Cronistas Cinematográficos de la Argentina: Mejor Film, Mejor Director, Mejor Adaptación (Ulyses Petit de Murat y Homero Manzi).
- Academia de Artes y Ciencias Cinematográficas de la Argentina: Cóndor y Diploma en las categorías Film, Director, Adaptación (Ulyses Petit de Murat y Homero Manzi), actor Principal (Francisco Petrone), Montaje, Sonido y Cámara.
- Comisión Nacional de Cultura: Mejor Adaptación (Ulyses Petit de Murat y Homero Manzi).
- Municipalidad de la Ciudad de Buenos Aires: Primer Premio en los rubros Film, Director, Adaptación (Ulyses Petit de Murat y Homero Manzi), actriz Principal (Amelia Bence), actor Principal (Francisco Petrone), Fotografía, Música y Sonido.
- Asociación de Cronistas Cinematográficos de La Habana (Cuba / 1948): Mejor Película Extranjera estrenada en Cuba en 1947.

## Aspectos económicos
Como consecuencia de la postergación del inicio de la filmación los productores gastaron parte del dinero que habían reunido para ese fin en el rodaje de El viejo Hucha y para reponerlo debieron malvender anticipadamente los derechos de exhibición de La guerra gaucha para algunas zonas. Finalmente, cuidando muchísimo el gasto, la producción de la película costó $ 269 %000 moneda nacional. Eran aproximadamente 55 %000 dólares estadounidenses en ese momento. A los extras de Salta les pagaron entre $ 3.- y $ 4.- por día de trabajo, mientras que la platea en el cine al momento del estreno costaba $ 3.-, y Amelia Bence cobró $ 5000.- por unos seis días de filmación; todo lo cual se amortizó totalmente en las diecinueve semanas de exhibición en las salas de estreno.

## Trayectoria posterior de los participantes
Después de La guerra gaucha Lucas Demare dirigió películas como la multipremiada Su mejor alumno, Los isleros y El último perro. Homero Manzi y Petit de Murat siguieron realizando guiones de película, varios de ellos en colaboración, hasta que se distanciaron por su militancia política. Cuando la persecución política obligó a Petit de Murat a exiliarse -era considerado antiperonista- alcanzó sin embargo a reconciliarse con Manzi poco antes de partir. 
Manzi siguió componiendo tangos hasta su muerte y Petit de Murat, que en 1980 era el libretista vivo que más guiones había hecho en el mundo, escribió obras teatrales y ensayos, tuvo cargos directivos en entidades gremiales y presidió el Fondo Nacional de las Artes. 
Enrique Muiño, Francisco Petrone, Ángel Magaña, Sebastián Chiola y Amelia Bence prosiguieron sus carreras actorales y Lucio Demare siguió vinculado al cine como musicalizador de películas en tanto seguía su carrera de músico de tango. El libretista Homero Manzi, los tres asistentes de dirección Hugo Fregonese, René Mugica y Rubén Cavallotti y tres colaboradores más, Ralph Pappier, Carlos Rinaldi y René Mugica
llegaron a dirigir sus propias películas, e incluso Fregonese hizo algunas de ellas en los Estados Unidos.
Por su parte el camarógrafo Humberto Peruzzi inició años después una extensa carrera como director de fotografía.